# Tumulus Saint-Michel
Le tumulus Saint-Michel est un tumulus néolithique situé à Carnac, près du golfe du Morbihan, en Bretagne. Il correspond à l'archétype du « tumulus carnacéen » renfermant plusieurs structures funéraires d'architectures diverses (chambres dolméniques, coffres). Le caveau central, découvert dès 1862, a livré un riche mobilier funéraire. 
En juillet 2025, il est inscrit sur la liste de l'UNESCO au Patrimoine mondial dans le bien des mégalithes de Carnac et des rives du Morbihan,.

## Historique
Le 27 juin 1795, le lieu est le théâtre d'un combat opposant les chouans aux républicains lors de l'épisode de l'expédition de Quiberon.

### Fouilles de 1862 et 1864
En 1862, les membres de la Société polymathique du Morbihan, convaincus que le tumulus renfermait « au moins un dolmen », obtiennent l'autorisation du préfet Julien Lefebvre de le fouiller. L'exploration du monument est confiée aux frères Galles (René et Louis). Supposant que le tumulus renferme « soit une crypte à galerie couverte, soit une série de dolmens isolés », R. Galles commence par creuser l'extrémité orientale du tumulus puis abandonne face à l'absence de résultat. Galles change alors complètement de méthode et fait creuser depuis le sommet du tumulus une série de puits de sondage à travers une couche constituée de pierres sèches et découvre à 0,80 m de profondeur une couche de terre compacte, de 1,60 m d'épaisseur maximum, qu'il suppose être de la vase séchée, dont la fonction est d'étanchéifier le cairn sous-jacent. Puis il fait creuser un nouveau puits d'exploration, depuis le sommet et à peu près au centre du tumulus, et découvre à 8 m de profondeur « une ligne de grosses pierres indiquant une vague intention de muraillement et faisant évidemment partie du monument intérieur ». Galles vient de découvrir le caveau central contenant un riche mobilier funéraire :

« Déjà, par une fissure, on apercevait le vide et nos lampes éclairaient, sur un sol obscur, la tranche de deux celtae et trois grosses perles de jaspe qui brillaient, azurées, au milieu de la crypte, comme si elles y eussent été placées la veille »

— René Galles
En 1864, constatant que la taille du tumulus est totalement disproportionnée par rapport à celle de la chambre qu'il vient de découvrir, Galles émet l'hypothèse qu'il doit exister d'autres structures funéraires et entreprend une nouvelle exploration du tumulus. En conséquence, il fait percer une galerie de mine depuis l'extrémité occidentale du tumulus en direction du coffre précédemment découvert. La galerie percée mesure 36 m de long sur 1,30 m de large. Les blocs constituant l'intérieur du cairn laissant des espaces vides entre eux, Galles explore ces interstices avec une bougie sur environ 3 m de profondeur de chaque côté de sa galerie mais ne découvre aucune autre structure dans la partie occidentale du tumulus. Il émet alors l'hypothèse, que par symétrie par rapport au coffre, la partie orientale du tumulus doit être elle aussi vierge de toute construction.

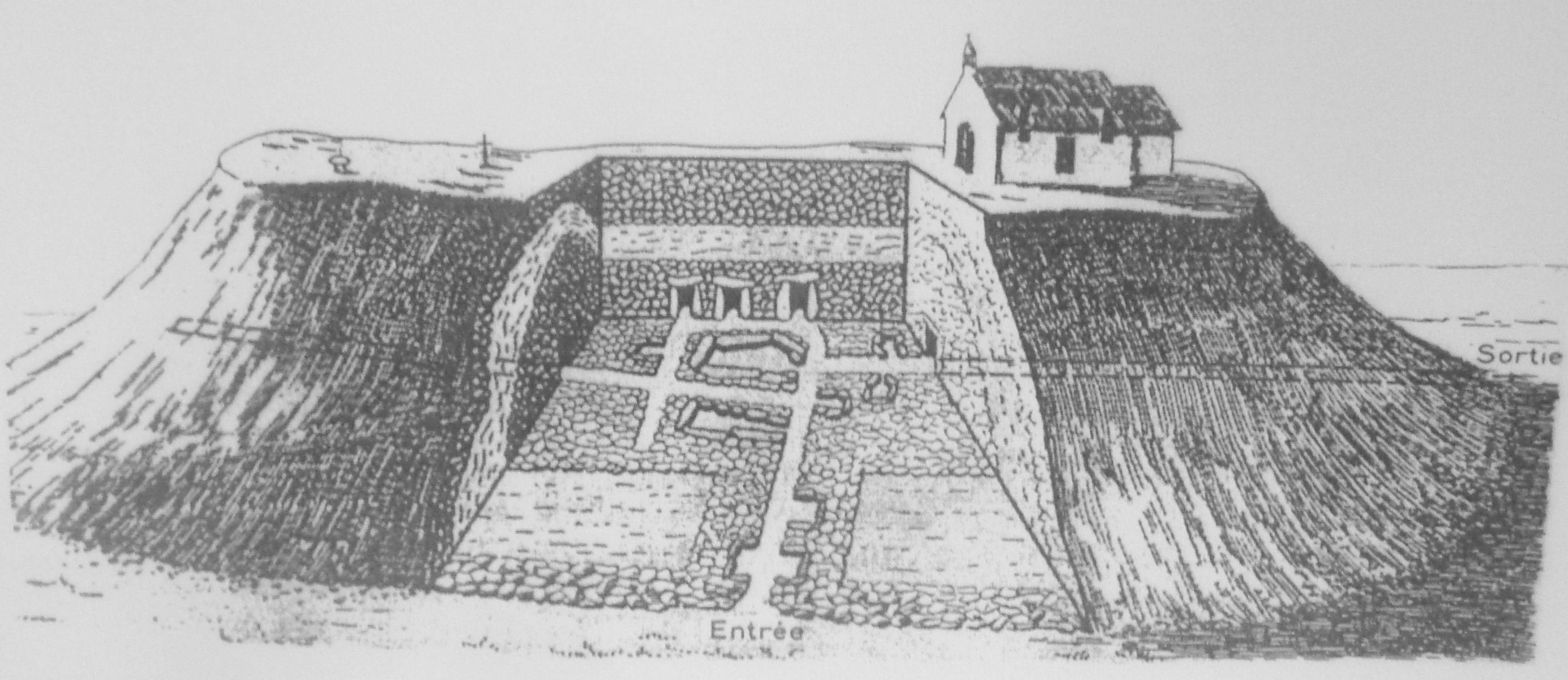
Vue en coupe du tumulus.

### Fouilles de Le Rouzic
Zacharie Le Rouzic n'est pas convaincu par l'hypothèse de Galles et il souhaite entreprendre une nouvelle exploration du tumulus mais G. de Mortillet s'y opposera jusqu'à son décès en 1899. Grâce à l'appui de plusieurs préhistoriens de renom (Capitan, Châtelier, Closmadeuc) et avec la promesse d'un financement conjoint des travaux par son ami l'industriel Charles Keller et par le musée Miln, Le Rouzic obtient finalement l'autorisation de fouiller dès 1900. Le Rouzic fait percer une galerie de mine au sud-est du tumulus. À 28 m à l'est du pignon de la chapelle (qui leur sert de point de repère), les fouilleurs découvrent plusieurs piliers et une table de dolmen, qu'ils décident de contourner en creusant une seconde galerie 3 m plus au nord. Ils mettent à jour un dallage qui laisse supposer qu'ils ont découvert le couloir d'accès au dolmen. De 1900 à 1906, en poursuivant ses fouilles en creusant des galeries, Le Rouzic découvre successivement une chambre dolménique, cinq coffres annexes, et à l'est du coffre découvert par Galles,  un petit dolmen à couloir et une série de quatorze petits coffres de forme irrégulière. Les fouilles sont dirigées par Le Rouzic mais c'est Geoffroy d'Ault du Mesnil, président de la commission des monuments mégalithiques, qui en a la tutelle et doit assurer la publication des résultats mais il meurt en 1921 sans avoir publié les rapports de fouille.

### Protection et visite
Le tumulus fait l’objet d’un classement au titre des monuments historiques depuis 1889. En 1942, le tumulus de Saint-Michel fut menacé par la construction d'un bunker (comme au Petit Mont) mais grâce à l'intervention de Maurice Jacq le tumulus fut épargné. 
Les galeries creusées par Le Rouzic ont par la suite été réaménagées pour permettre les visites du public, puis elles ont été fermées pour des raisons de sécurité. En 2014, après travaux, le site est rouvert à la visite mais seul l'extérieur du tumulus peut désormais se visiter.

## Description

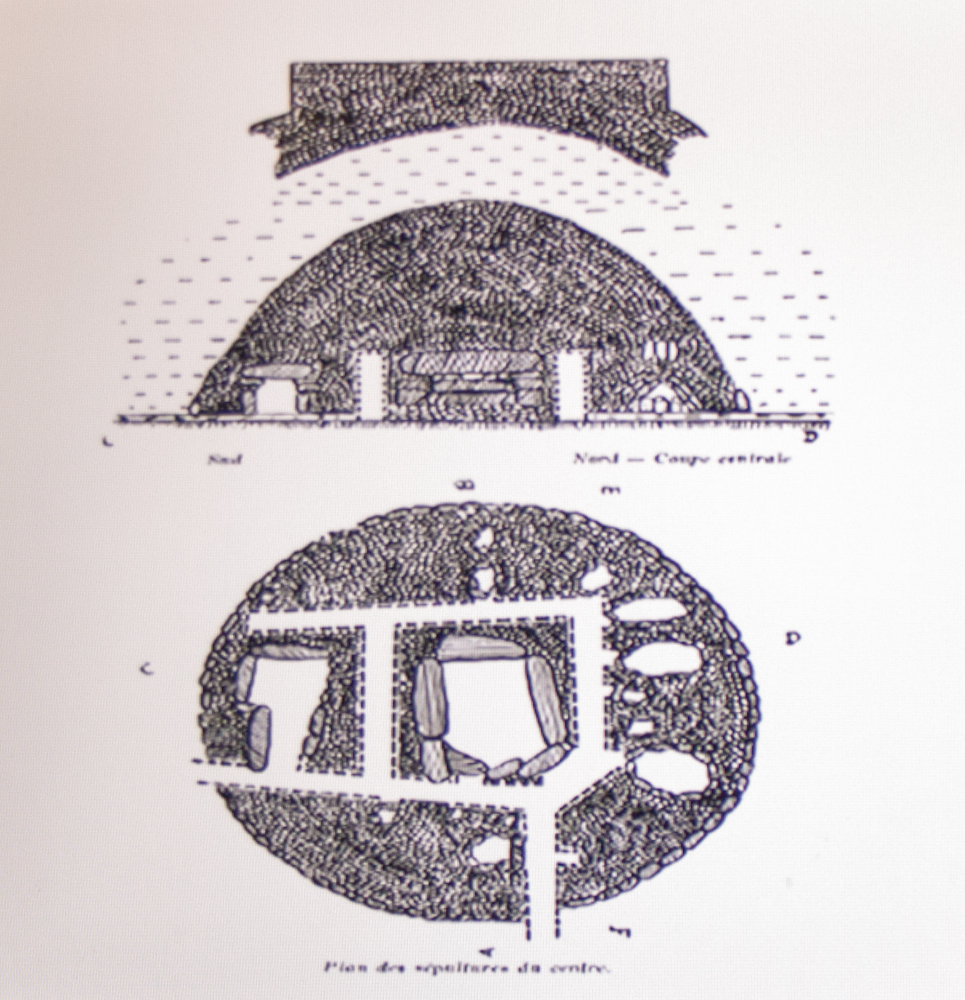
Plan des chambres centrales (Le Rouzic).

Le tumulus Saint-Michel mesure 125 m de long, sur 65 m de large à la base et 16 m de large au sommet, pour une hauteur de 12 m. C'est le plus grand tumulus préhistorique connu en France : il constitue l'archétype des grands tumulus dits « carnacéens », comme le tumulus de Tumiac à Arzon et le tumulus du Ruyk à Locmariaquer. Galles estime que son volume est d'environ 35 000 à 40 000 m3,. La structure du tumulus n'est connue qu'à travers les comptes rendus de fouilles de Galles et de Le Rouzic. Le sol a été préalablement nivelé et recouvert d'une première couche de terre sur laquelle a été construite le cairn central, mesurant 98 m de long environ sur 10 m de large et 5,60 m de hauteur au centre, constitué de pierres jetées sans ordre apparent sauf dans l'entourage immédiat des coffres et des dolmens. Le cairn est recouvert d'une couche de limon, destinée à protéger le cairn des infiltrations d'eau, dont l'épaisseur varie de 0,60 m côté est à 1,80 m côté ouest et atteint jusqu'à 14 m au centre côté sud. Cette couche est elle-même recouverte d'une chape de pierres de 0,80 m d'épaisseur. La couche de terre terminale est d'origine détritique ou elle a probablement été rajoutée lors de la construction de la première chapelle Saint-Michel de Carnac pour en faciliter l'accès, le tumulus néolithique n'aurait donc pas été arasé mais légèrement surélevé.
Le caveau central découvert par Galles mesure 0,95 m de hauteur. Il est orienté est/ouest. Son architecture correspond à celle d'un ciste mégalithique de forme trapézoïdale (1,52 m côté ouest, 2 m côté sud, 2,40 m côté nord et 1,80 m coté est). Le sol est pavé assez grossièrement. L'ensemble est recouvert de deux dalles de couverture, dont une comportant des cupules sur sa face interne. C'est autour de ce caveau central que Le Rouzic découvrit un ensemble de petits coffres reliés entre eux par de petits couloirs, certains étant superposés dans le corps du cairn. L'ensemble caveau et coffres constitue un noyau central indépendant du dolmen oriental. Le dolmen oriental est du type dolmen à couloir. Il est délimité par huit orthostates délimitant une chambre ovalaire de 2,75 m de long sur 1,75 m de large, orientée nord/sud avec une entrée au nord. Il est recouvert par quatre tables de couvertures qui ne reposent pas directement sur les supports mais sur une maçonnerie sèche montée en encorbellement. Une table de couverture comporte une cupule. La hauteur sous dalle atteint 1,45 m. Le sol est recouvert d'un dallage grossier et d'un lit de petits galets. 
Le dolmen oriental ayant été manifestement ajouté au noyau central préexistant semble indiquer que l'ensemble du tumulus semble correspondre à une succession chronologique de constructions plus qu'à une complémentarité fonctionnelle. Sa construction aurait nécessité près de 300 000 heures de travail.

## Mobilier archéologique
Le mobilier archéologique du tumulus Saint-Michel est aujourd'hui conservé au musée de Préhistoire de Carnac. Dans le caveau, Galles découvrit, sur le pavage du sol, un mobilier funéraire prestigieux, et sous ce pavage, des fragments osseux :
| Fouille               | Outils lithiques | Éléments de parure                                                                       | Céramique                                              | Autre mobilier                                                         |
| --------------------- | --- | ---------------------------------------------------------------------------------------- | ------------------------------------------------------ | ---------------------------------------------------------------------- |
| Galles (1862)         | - 11 haches polies en jadéite dont 2 percées - 2 grandes haches polies brisées - 23 petites haches en trémolithe - 2 éclats de silex               | - 9 pendeloques et 101 grains de colliers en variscite - perles de couleur blanche en os |                                                        | - fragments d’ossements humains incinérés (côtes, os longs, os courts) |
| Le Rouzic (1900-1906) | - 4 percuteurs en quartz - lames, éclats et nucléi de silex - galets en quartzite avec traces de percussion - 1 fragment de hache polie en diorite | - 12 perles en variscite                                                                 | - fragments indéterminés - fragments de 2 vases apodes | - débris de 2 clochettes en bronze - os de ruminants                   |

Les haches en jadéite proviennent de carrières néolithiques du Mont Viso, dans les Alpes italiennes, et les perles en variscite de deux gisements ibériques de la façade atlantique (Encinasola et Palazuelo de las Cuevas (es)). Ces pièces de prestige illustrent la circulation d'objets sur une longue distance et l'existence d' un réseau d'échange entre des élites locales, témoignant de l’époque où la région de Carnac était un grand centre européen de pouvoir et de richesses au début du cinquième millénaire,. Selon Le Rouzic, le caveau central correspond probablement à la tombe d'un individu de rang supérieur et les coffres périphériques à celles d'individus ou d'animaux destinés à l'accompagner, certains pourraient même correspondre à de simples foyers.

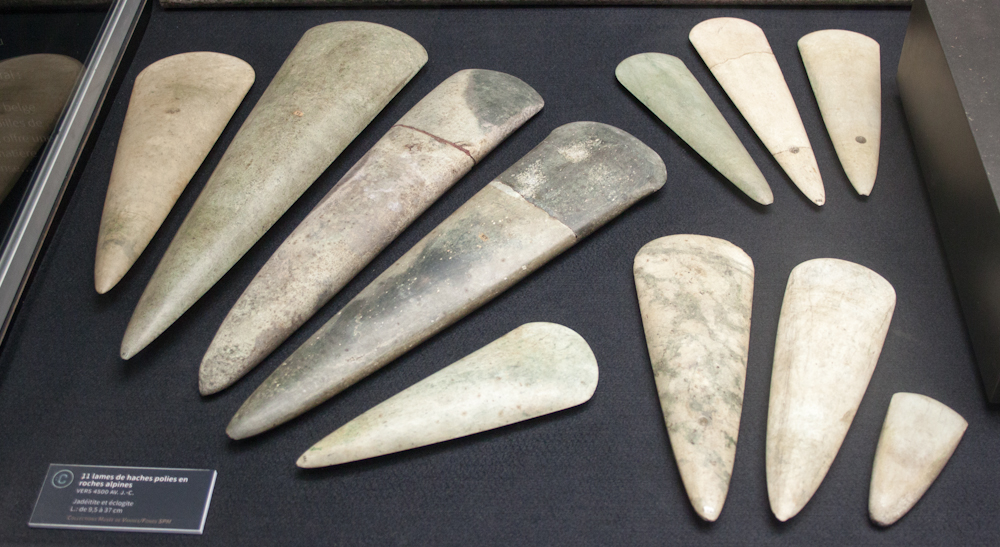
Haches en jadéite d'origine alpine.
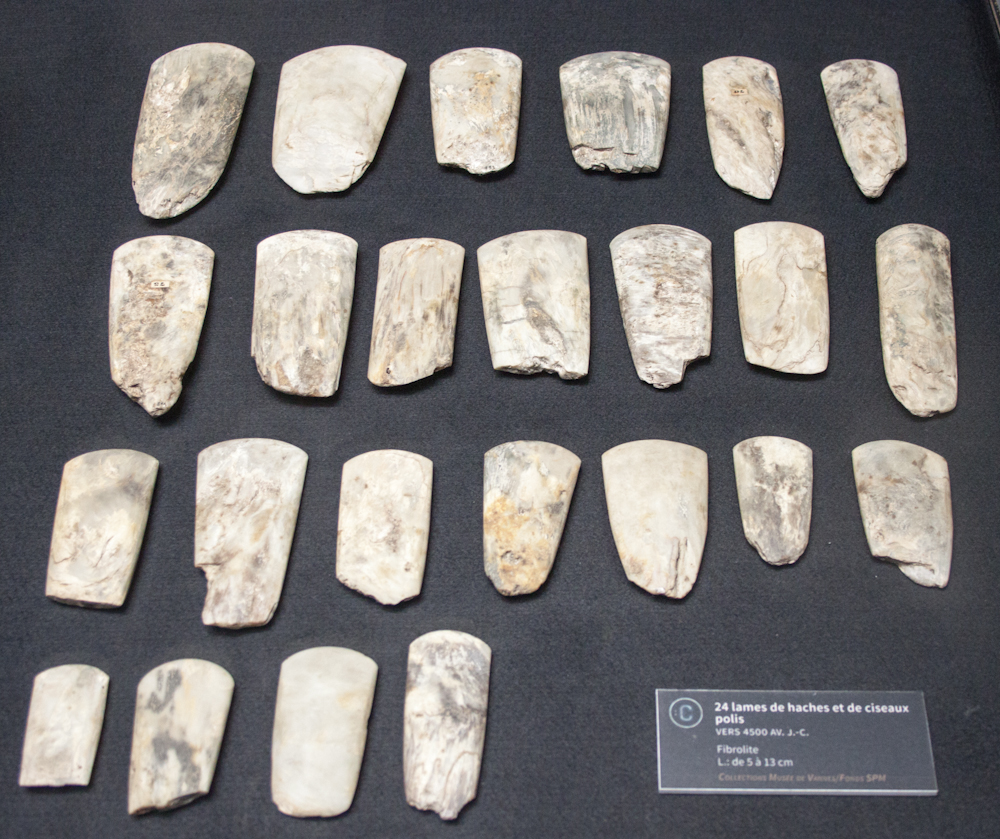
Haches en fibrolite, peut-être d'origine hispanique.
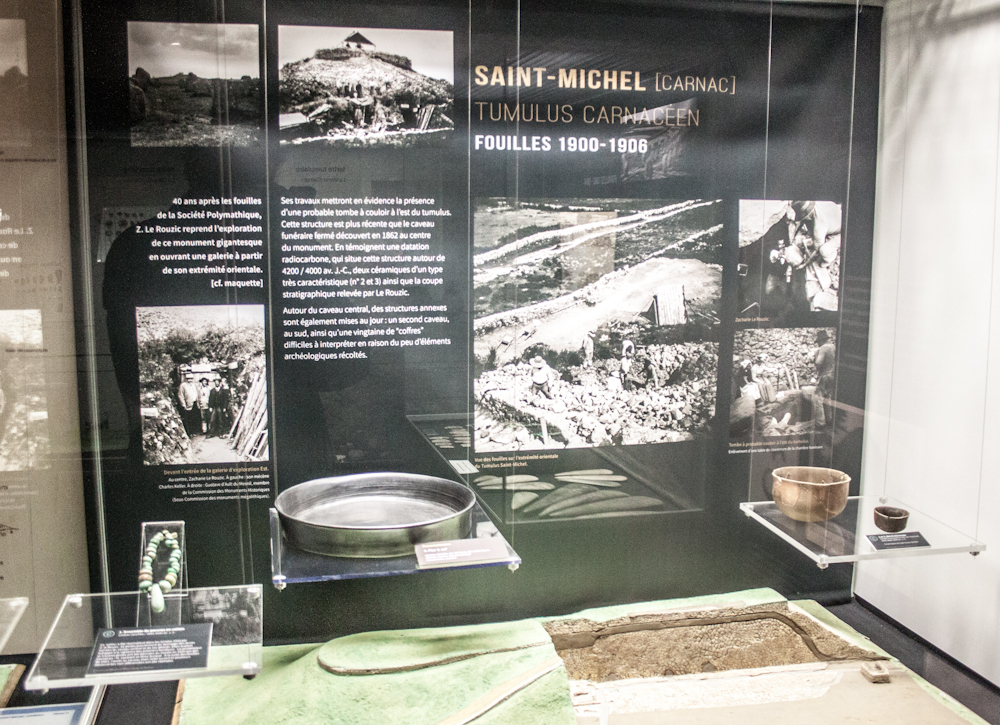
Collier en variscite d'origine hispanique (en bas à gauche de la vitrine).

Les tentatives de datation au carbone 14 d’échantillons anciens n'ont pas permis d'obtenir de résultats satisfaisants : trois comptages effectués sur des charbons de bois montrent une dispersion déconcertante. Si le mobilier découvert peut globalement être daté du Néolithique, la présence d'objets en bronze, découverts dans le dolmen oriental, indique cependant une fréquentation plus tardive.

## Folklore
Selon la légende, le tumulus résulte d'un culte voué à Saint-Michel : les pèlerins devaient apporter un sac de terre ou un sac de pierres pour construire une butte en son honneur.